# 中国东北地区
中国东北地区，简称中国东北或东北，清代称盛京统部:122，雍正时已称东三省:19，近代曾經被称作關東、滿洲，是中国的一個地理大区。
現在中華人民共和國的东北地区，廣義上指辽宁省、吉林省、黑龙江省以及内蒙古自治区的呼伦贝尔市、兴安盟、赤峰市、通辽市所构成的地区，相當於大清帝国的东三省；狭义则仅包括现辽宁、吉林、黑龙江在内，即为东北三省。土地面积为162万平方公里，占全国国土面积的14%，2010年國民生產總值总量3兆3,367亿元，占全国的8.38%，人口1.2亿，占中華人民共和國总人口的9.18%。
根据2010年人口普查，东三省是中華人民共和國全境生育率最低的三个省份，总和生育率为0.74至0.76，仅为世代更替水準的三分之一，居全境倒数第一。由於曾經強大的工業產業萎縮以及經濟成長和人口下降，此地區經常被形容為中國的鐵鏽帶。

## 概念

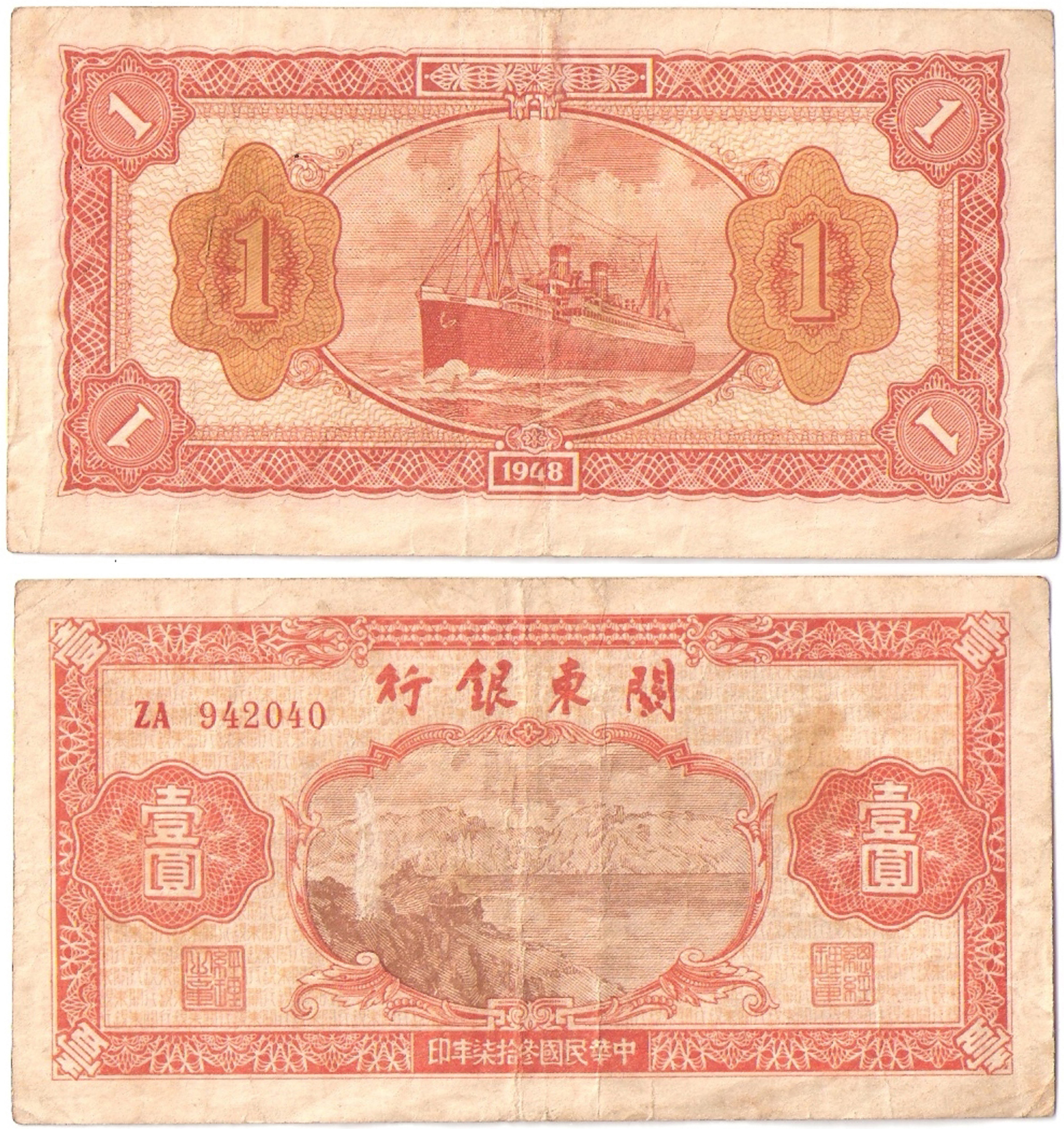
关东银行壹圆钞票，“中華民國叁拾柒年印”

「东北」一词源于近代。清早期以盛京统部称呼其国土的东北地区，而陪都盛京城所在的地区，与之区别称为「盛京地区」:122。直至清末新政，此地由三位駐防將軍統籌。其辖区无正式名称，与承宣布政使司辖区类似，以“省”来称呼。雍正年间，在官方文件中，使用“东三省”来称呼这一地区:19。清政府对外也称东三省。到了20世紀初，满族发祥地的这片区域，開始被國際上稱為「滿洲」。1907年，东三省在新政的背景下裁撤將軍，改為奉天、吉林和黑龍江三個行省，由東三省總督統轄。
到了张学良宣布易帜，歸附國民政府后，中国人流行用「东北」来称呼这片土地。在中国用东北或者东三省、东北三省来称呼辽宁、吉林和黑龙江这三个省份。后来东三省西部的蒙古族聚居区划入内蒙古自治区，因此内蒙古东部（东四盟）也属于东北地区。
从历史学角度看，东北具有广义和狭义之分。
- 广义的东北指代1689年中俄《尼布楚條約》规定的清朝在东北方向上的全部领土，即现在的东北地区加上外東北的总和，包括外興安嶺以南、乌苏里江以东包括库页岛在内的大片土地。辽东是东北南部的地理概念，一度用来指代广阔的东北地区。历史上的辽东一度包括汉四郡（朝鲜半岛汉江流域以北大部地区）。
- 狭义的东北指代东北三省辽宁省、吉林省、黑龙江省，或说东北四省区（包括内蒙古东部）。

### 东三省
东三省（转写：dergi ilan golo）为清代對其東北部疆域的常用稱謂。雍正年间，官方文件开始出现该名词称呼东北三个驻防将军的辖地。奉天省最初是盛京将军下辖的奉天府尹辖区，吉林省是吉林将军辖区，黑龙江省是黑龍江將軍辖区。清末新政期间，东北在光绪年间正式设立行省:19。民国初年沿用。使用东三省的专有名词例如东三省总督、东三省官银号。

### 东北九省

中華民國時期的東北地區行政區劃

1945年中國抗日戰爭結束後，中華民國政府決定將原滿洲國統治區域分拆為东北九省，分別為：遼寧省、安東省、遼北省、吉林省、松江省、合江省、黑龍江省、嫩江省、興安省。然而此行政區劃划分方案，因国共内战从未完全施行。

### 东北四省区
中华民国成立后至1930年代，东北地区长期被奉系军阀统治，故辽宁省、吉林省、黑龙江省以及热河（北洋政府设为特区，国民政府改为省）合称东北四省。中华人民共和国成立后，因行政区划调整，广义上的东北还包括内蒙古自治区的东部，故也合称东北四省区。
东北四省区指“振興東北老工業基地”规划中包含的黑龙江省、吉林省、辽宁省及内蒙古自治区东部（东四盟市）。现已建立东北四省区合作行政首长联席会议机制，由黑、吉、辽、内蒙四省区行政首长及各主要城市的负责人共同参加。

## 历史
- 前4000年，興凱湖畔出現肃慎族系新开流文化。
- 前2333年，古朝鮮建立。
- 西周，出现箕子朝鮮、燕、亳等诸侯国。东北和中原开始交流。
- 前300年，燕将秦开擊破箕子朝鮮及东胡，設置辽东郡，控制了今遼寧大部分地區，并将勢力延伸至今吉林境内。
- 前226年，秦将王翦攻克燕都蓟（今北京），燕王喜与太子丹逃亡辽东，秦将李信追太子丹至衍水。
- 前222年，王翦之子王賁率秦军进攻辽东，俘虏燕王喜，燕国遂亡。秦在东北地区设辽西郡及辽东郡，漢沿之。
- 前2世纪，扶余国建立。
- 前37年，高句丽国建立。
- 漢末，公孫氏家族盘踞遼東，後為魏所滅，復為遼東郡。
- 南北朝時，前燕、后燕、北魏、東魏、北齊、北周先後佔有东北南部小部分地区，辽东大片区域归属高句丽。
- 598年-614年，隋文帝和隋炀帝多次派出空前的大军征讨高句丽，但无一不是惨败而归。
- 668年，唐滅高句麗，置安東都護府，轄有今東北南部和中部。
- 698年，渤海国建立。
- 907年，契丹人在耶律阿保机带领下建立辽朝。
- 926年，遼朝滅渤海国。
- 1115年，生女真完颜部首领完颜阿骨打建立金朝。
- 1119年，今吉林省松花江地区（今前郭卡拉木）发生强烈地震，数千人遇难。
- 1269年，至元六年，元朝设置辽阳等处行中书省于东京（今辽宁省辽阳市），其辖境包括今内蒙古东北部、辽宁、吉林、黑龙江三省及黑龙江流域与外兴安岭地区（一说直到北冰洋），乌苏里江以东到鲸海（今称日本海）等地区（一说直到勘察加半岛甚至白令海峡），以及今朝鲜半岛北部，包括东宁府，双城总管府与耽罗军民总管府。同时元朝还设立了征东元帅府派兵渡海远征骨嵬（库页岛）。
- 1375年，洪武八年，明太祖在漢地東北部的遼東設置辽东都指挥使司。
- 1409年，永乐七年，明朝政府设置奴儿干都指挥使司，作为管辖奴儿干地区的所有军事建制机构，下辖区域直到黑龙江入海口、鄂霍次克海和外兴安岭一带。都司的主要官员初为派驻数年而轮调的流官，后为当地部落领袖所世袭。
- 1432年，宣德七年，亦失哈率护卫兵2000，乘坐50艘大船沿黑龙江、松花江最后一次巡视奴儿干都指挥使司。
- 1467年和1479年，成化三年和成化十五年，成化犁庭。明朝联合朝鲜征剿建州女真，擒斩1700余人，破450余寨，夺回被掳漢族人口数千人，毙杀奴酋董山。
- 1573年，万历元年，为了加强对建州女真的控制和防御，辽东总兵李成梁扩筑宽甸等六堡。
- 1574年，万历二年，建州女真首领王杲大举进犯辽阳、沈阳。李成梁督兵进剿王杲所在的古勒寨，斩首1000余级。
- 1592年，万历二十年，兀良哈之战，加藤清正和锅岛直茂率日军进攻海西女真。这是明治维新前日军唯一在日本列岛和朝鲜半岛以外的战斗。
- 1616年，万历四十四年，在建州女真首领努尔哈赤领导下，后金（后改为清）于现在的辽宁省東部建立。
- 1621年，天启元年，后金攻陷了遼東絕大部分地區，并在之后陆续征服了几乎整个外兴安岭以南区域。明朝势力退缩于辽西走廊的关宁锦防线和辽东半岛沿海部分地区。
- 1644年，崇祯十七年，辽东总兵吴三桂受诏放弃宁远入关勤王。当年，李自成的大顺军攻克北京并进攻山海关。清军在吴三桂投降后帮助其击败了大顺军并乘势入关。之后石城岛明军亦投降清军，明朝势力自此完全退出东北。
- 1689年，康熙二十八年，经过在黑龙江流域的多年来数次交战，中俄最终签订《尼布楚条约》，规定外兴安岭以南包括整个黑龙江流域皆为中国领土。
- 1858年，咸丰八年，中俄签订《璦琿條約》，黑龙江成为中俄界河。
- 1860年，咸丰十年，黑龍江將軍特普钦上疏清廷，呼吁开禁放垦，鼓励移民，获得采纳。闯关东移民潮开始。
- 1894年，光绪二十年，中日甲午战争开始。
- 1900年，光绪二十六年，八国联军侵华战争爆发，俄军大举入侵並佔領东北。
- 1904年，光绪三十年，列強要求俄方撤出後，因東北分配問題，日俄战争开始。
- 1905年，光绪三十一年，日俄签订《朴茨茅斯和约》停战条约。
- 1906年，光绪三十二年，日本成立“南满洲铁道株式会社”。
- 1907年，光绪三十三年，東北改制，由三個將軍轄區改建為行省，并设立東三省總督。
- 1910年，宣统二年，东北爆发鼠疫，死亡6万余人。
- 1911年，宣统三年，辛亥革命。
- 1912年，中華民國成立，清朝灭亡。
- 1918年，张作霖统一东三省，东北开始处于以张作霖为首的奉系统治之下。
- 1928年，皇姑屯事件，奉系领袖张作霖被日军设计炸死。 其子张学良继续领导奉系，并于1928年12月29日通电南京，宣称接受国民政府管辖。
- 1929年，中东路事件，张学良领导的东北军被苏联军队击败，苏联占领了黑瞎子岛全岛并逼迫中国承认了苏联对中东铁路的管辖权。
- 1931年，发生九一八事變，東北第二度被外國占領。
- 1932年，日本扶植建立满洲国。
- 1934年，溥仪被日本立為满洲国皇帝。
- 1945年8月，苏联军队发起八月风暴行动，出兵中国东北。8月15日，日本无条件投降。16日，苏军在东北攻下第一座城市——牡丹江市。18日，苏军攻下哈尔滨市。同日，满洲国正式灭亡。随着日本战败和满洲国政权的崩溃，苏军展开对中国东北战略物资的大劫掠，中華民國國民政府预备接收東北。8月，国民政府在长春成立国民政府军事委员会委员长东北行营，综理东北军政事务。此后，国民政府在东北地区與早一步接收的中国共产党不断發生衝突。
- 1946年3月，苏联军队逐步撤回苏联，国民政府增兵东北。5月，中華民國國軍攻占长春，并取得第二次四平战役胜利。
- 1948年，東北战场中的遼沈戰役，中国共产党领导的东北野战军完全擊敗中華民國國軍，全面控制東北，由此奠定了其在第二次国共内战中胜利的基石。
- 1950年10月19日晚，以彭德怀为司令，中国人民志愿军从安东（今丹东）、河口（即宽甸县长甸镇河口）、辑安（今集安）等多处地点秘密渡过中国大陆与朝鲜界河鸭绿江，参加朝鲜战争。
- 1955年，苏联军队撤离大连，将大连及旅顺的主权归还中国。
- 1969年，珍宝岛事件，中国人民解放军击败苏联边防军，实际控制珍宝岛。
- 1998年，朱镕基担任国务院总理期间进行经济体制改革，致使东北国企工人大批下岗。
- 2008年10月14日，中俄两国在黑瞎子岛上举行界碑揭牌仪式，标志着黑瞎子岛西侧约171平方公里陆地及其所属水域正式划归中国。

## 人口

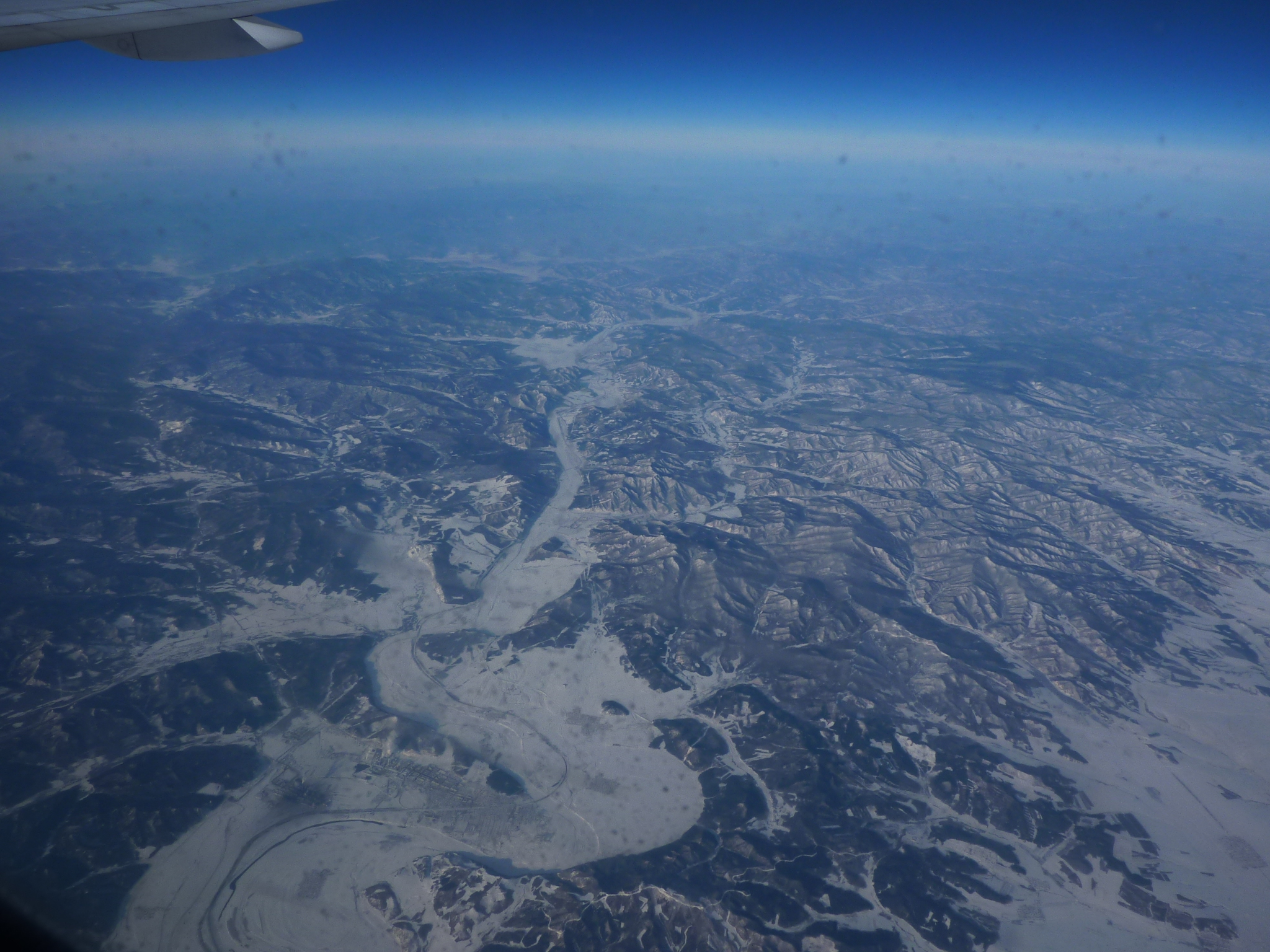
關東一帶空拍

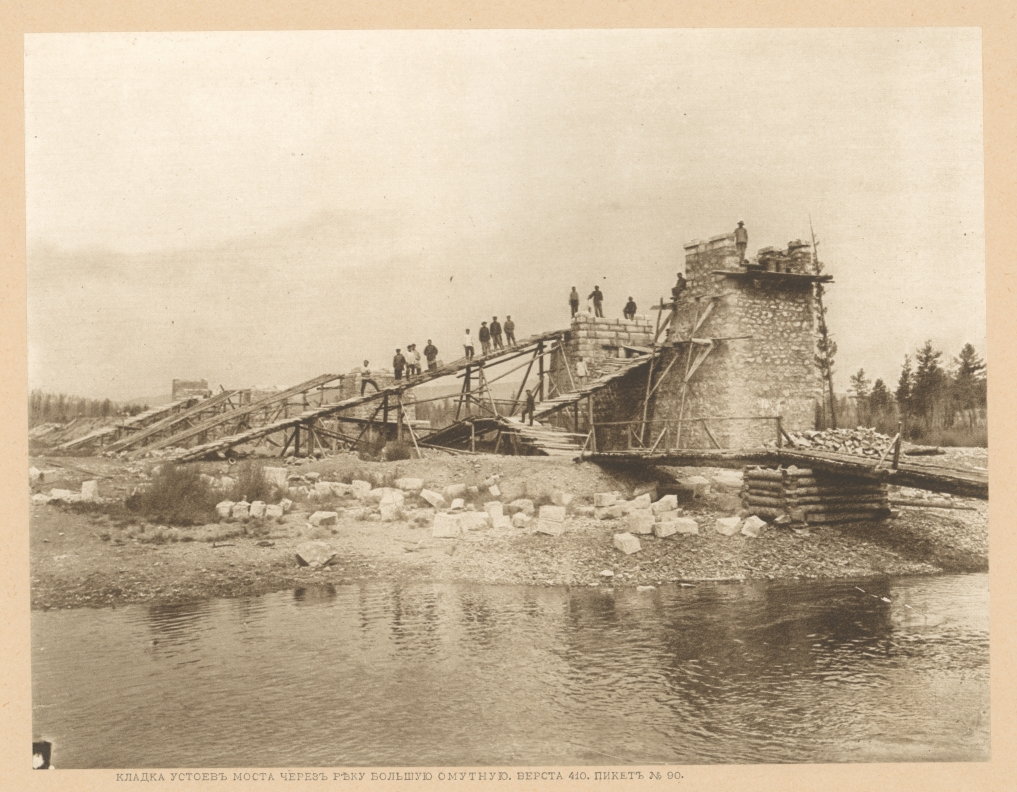
19世紀末的東北鐵路工程

根据2020年第七次人口普查显示，东北地区总人口约80,751,887人，约占全国人口的5.72%；其中辽宁省人口42,591,407人，吉林省人口24,073,453人，黑龙江省人口31,850,088人。内蒙古东四盟市合计10,568,939人。十年间东北地区人口数据下降比例超过10%，下降规模较大；黑龙江十年间人口下降最为严重，减少了近17%人口；东北三省总人口数所占比重下降至不足7%。近十年人口下降的主要原因包括：受生育观念以及生育行为影响，人口出生率长期低于全国水平；中国大陆改革开放后使传统产业基础逐渐衰落，由于經濟衰落引发的工作机会不断减少，导致年轻人外出读书并不断外迁。由于东北地区在中華人民共和國建国前三十年人口增长过于迅速，将大量的湿地辟为农田以满足巨量人口的糧食需求，东北地区（尤其“北大荒”所在的三江平原）的生态环境已经不堪重负，“北大荒”原有的生态环境逐渐恶化，湿地面积缩小一半，多种动物了无踪迹，土地沙化、流失严重。
1998年夏，黑龙江省境内的嫩江、松花江因连降暴雨、缺乏植被保护水土而爆发严重洪灾。第二年，国务院和黑龙江省政府下令黑龙江垦区全面停止开荒，开始实施退耕还林，恢复湿地。
根据2010年人口普查，辽宁省、黑龙江省、吉林省是全国生育水平最低的三个省，总和生育率分别为0.74、0.75、0.76，仅为世代更替水平的三分之一。人口即将雪崩式下降。
和中华人民共和国计划生育的政策相反，与东北相邻的俄罗斯和蒙古国基于人口稀少，都在实行鼓励生育的政策，但中國2015年來，發現人口生育低並不是因為政策因素，而是沒有理解到年輕人生育意願正在下降，因此當局領導正緊急改為促生為主的政策，以因應人口結構失衡的衝擊。

## 地理
该地区西部与内蒙古接壤。东北地区的界线，北面与东面以国界为界；西界大致从大兴安岭西侧的根河口开始，沿大兴安岭西麓的丘陵台地边缘，向南延伸至阿尔山附近，然后向东沿洮儿河谷地跨越大兴安岭至乌兰浩特以东，再沿大兴安岭东麓南下，经突泉、至白音胡硕，然后沿松辽分水岭南缘，经瞻榆、保康，以下沿新开河、西辽河至东西辽河汇口处。这条界线相当于干燥度1.25的等值线和黑钙土在平地上分布的西界。界线以西的呼伦贝尔高原、大兴安岭南段与西辽河平原属温带半干旱草原景观，划归内蒙古地区。东北地区的南界，即与华北地区的分界，大致从彰武经康平、昌图折向南，再经铁岭、抚顺、宽甸抵鸭绿江畔。它相当于≥10℃活动积温3200℃等值线。界线以南的辽河下游平原和辽东半岛属暖温带夏绿林景观，划入华北地区。
东北地理中心在长春，长春也是东北（满洲）地理划分的中心原点。

### 气候生物

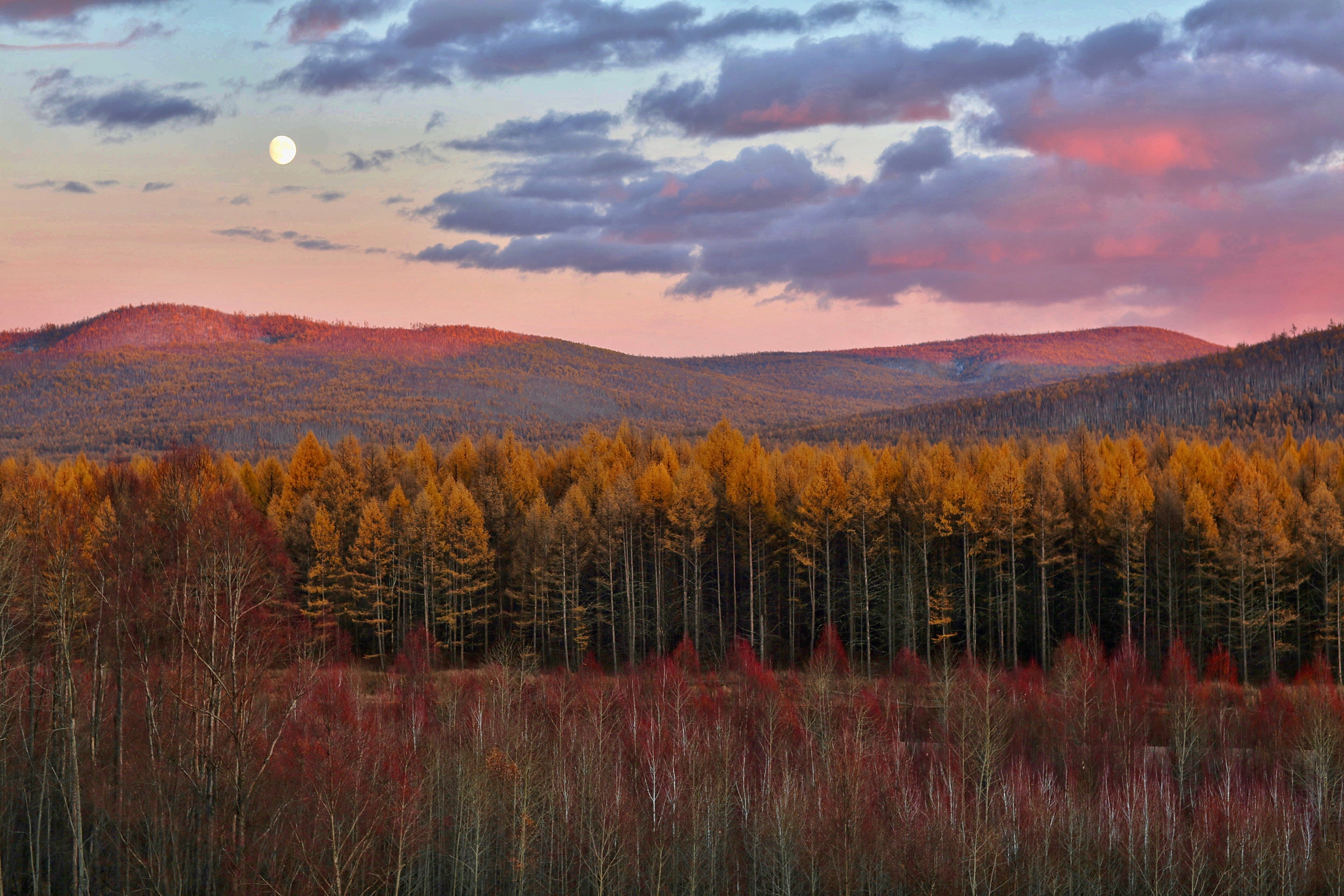
位于内蒙古东部的大兴安岭林区，白桦和落叶松为常见植被

东北地域广阔，气候类型多样，主要气候类型为温带季风气候，以冷湿的森林和草甸草原景观为主。
冬季漫长，雨量集中于夏季。森林的覆盖率大，可拉长冰雪消融时间，且森林贮雪有助于发展农业及林业。

### 资源
- 东北盛产煤，有多个煤矿。著名的有辽宁抚顺煤矿
- 铁：著名的有辽宁鞍山钢铁厂。
- 石油：有著名的大庆油田和盘锦辽河油田。
- 金刚石
- 金矿：以黑龙江漠河一带的沙金最为出名。
- 森林资源：大兴安岭小兴安岭长白山等地产质均优。森林的覆盖率大，可拉长冰雪消融时间，且森林贮雪有助于发展农业及林业。
- 淡水及海水鱼类（以渤海為主、日本海極少）

## 经济

### 工业
东北地区的重工业與日俄的引進有很大的關係，三十年代开始，根據當時的滿洲國政府的經濟計畫，東北建成完整的工业体系，成为东北亚最先进的工业基地之一，著名的沈阳铁西区就在东北区内。中华人民共和国成立以后，由于原有的工业基础和紧邻苏联的关系，许多重工业建设项目也都被安排在东北，使得工业继续得到高水平发展。

### 农业
东北的经济作物为春麦、大豆、马铃薯、玉米、甜菜、高梁，其农作物分布有些微的区域差异，北部盛产大豆、甜菜、大米等；中部则盛产高梁、小米、棉、花生等，南部则盛产温带水果、玉米、棉花等，有云「寒暖农分异，干湿林牧全，麦菽遍北地，花果布南山」，即说明了当地的农作物分布现象。
大连地区盛产苹果、梨、桃等水果，沿海地区盛产海参、鲍鱼、牡蛎、对虾及各种鱼类。黑龙江省的三江平原是中国第二大的稻米生产基地。
东北也拥有世界三大黄金玉米带之吉林黄金玉米带，其中长春平原（东北中部平原）被誉为“黑土地之乡”，东北农业占据中国半壁江山，具有重要的战略意义。

### 宏觀調控
中华人民共和国国务院于2003年设置振兴东北地区等老工业基地领导小组，由國家發展與改革委員會主任张国宝兼任辦公室主任，对东北地区进行协调。2006年，中共中央政府將振興東北老工業基地擬訂爲國策，東北三省地區成爲中國第四個大型的經濟紐帶，另外三個分別是長江三角洲、京津冀都市经济圈及珠江三角洲。
计划在“十四五”规划期间，从维护国家国防、粮食、生态、能源、产业安全的战略高度，加强政策统筹，实现重点突破。加快转变政府职能，深化国有企业改革攻坚，着力优化营商环境，大力发展民营经济。打造辽宁沿海经济带，建设长吉图开发开放先导区，提升哈尔滨对俄合作开放能级。加快发展现代农业，打造保障国家粮食安全的“压舱石”。加大生态资源保护力度，筑牢祖国北疆生态安全屏障。改造提升装备制造等传统优势产业，培育发展新兴产业，大力发展寒地冰雪、生态旅游等特色产业，打造具有国际影响力的冰雪旅游带，形成新的均衡发展产业结构和竞争优势。实施更具吸引力的人才集聚措施。深化与东部地区对口合作。

#### 振興的主要工業
被中共中央提及的主要被振興的工業有石油、化工、汽車、旅遊進出口貿易，以及輕工業製造等。其中在2007年中国政府以及俄羅斯政府亦提出利用中國政府的振興東北老工業基地和俄羅斯政府的遠東大開發的雙重機遇發展中國和俄羅斯的貿易（中俄貿易），這些貿易包括兩個主要的石油輸送管道：自俄羅斯進入中國后自大慶至哈爾濱至長春至瀋陽至大連，另外一個綫路是自俄羅斯進入中國后自大慶至哈爾濱至長春至吉林市。

#### 振興中的主要城市
振興東北老工業基地主要以兩個經濟帶爲主進行深入發展，分別是北起哈爾濱、齊齊哈爾，途经長春，南至瀋陽、大連；另外一條則是輔助經濟帶，位于東北東部靠近俄羅斯，朝鮮的一些城市：北起牡丹江向南延伸，途徑延吉、丹東、錦州、葫蘆島南至大連。其中第一個經濟帶城市主要以重型工業爲基礎發展經濟，第二個輔助經濟帶主要以邊貿以及旅游業發展爲主，以牡丹江做爲中心城市發展對俄貿易，以丹東和延吉做爲中心城市發展對朝鮮半島的貿易，另外大連亦可作爲一個工業城市亦可作爲一個重型的港口邊貿城市發展雙邊貿易。其中牡丹江以及吉林省東部地區亦可發展旅游行業，例如：镜泊湖以及长白山等自然資源。

### 交通運輸

#### 鐵路網絡
清末東清鐵路和南满铁路的興建，構成了東北鐵路的「丁」字骨架。在為俄、日殖民者服務的同時，也帶動了東北的發展。作為兩條鐵路交匯點的哈爾濱更取代了齊齊哈爾，一躍成為北满地区的主要城市。滿州國時期，日本人擴充了鐵路網絡，成為今日東北鐵路網之模樣。
近年，秦沈客專、哈大高鐵、长珲城际、哈齊客專、沈丹客专等高速鐵路線也相繼落成通車。

#### 航空網絡
目前有民航機場22個，其中國際機場8個：瀋陽桃仙國際機場、哈爾濱太平國際機場、長春龍嘉國際機場、大連周水子國際機場、延吉朝陽川機場、牡丹江海浪機場、营口兰旗机场、丹东浪头机场、佳木斯东郊机场，以服務俄羅斯和東北亞地區為主。三江平原以通用航空為主。

## 主要城市

### 沈阳
沈阳市，简称沈，是辽宁省省会及最大城市，中国东北地区重要的中心城市，副省级城市，东北地区城市人口最多的城市。沈阳位于东北平原南缘，南连辽东半岛，北依长白山麓，位处环渤海经济圈之内，是环渤海地区与东北地区的重要结合部。沈阳历史悠久，有7,200多年历史的新乐遗址是沈阳地区最早的人类活动遗迹。沈阳于汉代建侯城，经辽金元明历朝增筑，发展为东北地区的政治文化中心。
沈阳是中国东北地区的政治中心之一，也是东北地区的交通中心之一，全国先进装备制造业基地，国家新型工业化综合配套改革试验区沈阳经济区核心城市，国家历史文化名城。沈阳市政治、军事、金融、外交机构林立，驻有中国人民银行九个跨省区市分行之一的沈阳分行、中国民航局七大地区管理局之一的民航东北地区管理局、国家电监会六大区域电监局之一的东北电监局、国家铁路局七个地区铁路监督管理局之一的沈阳铁路局、国家电网五大区域分公司之一的东北电网有限公司、国家审计署18个审计特派员办事处之一的驻沈阳特派员办事处、中国科学院13个分院之一的中科院沈阳分院，中国教育和科研计算机网8大网络中心城市之一，境外媒体常驻沈阳新闻机构、国家土地监察沈阳局、沈阳邮区中心局、沈阳陆地搜救中心等中央直属机构，拥有日本、美国、俄罗斯、朝鲜、韩国、法国、德国七国驻沈阳总领事馆及英国签证中心。

### 長春
长春市是吉林省省会以及建成區最大城市，中国东北地区的自然地理中心，同時也是东北地區的工业、科技、教育中心城市之一，中国四大园林城市之一。长春市的汽车工业和电影工业較為知名，中国第一汽车集团、長春電影製片廠、中國科學院长春分院和综合性大学吉林大学均坐落於長春市。长春市的國際交流和開放程度較高，市区内居住着超过30万的外籍人口。2010年，长春市户籍总人口達7,677,089人。

### 哈爾濱

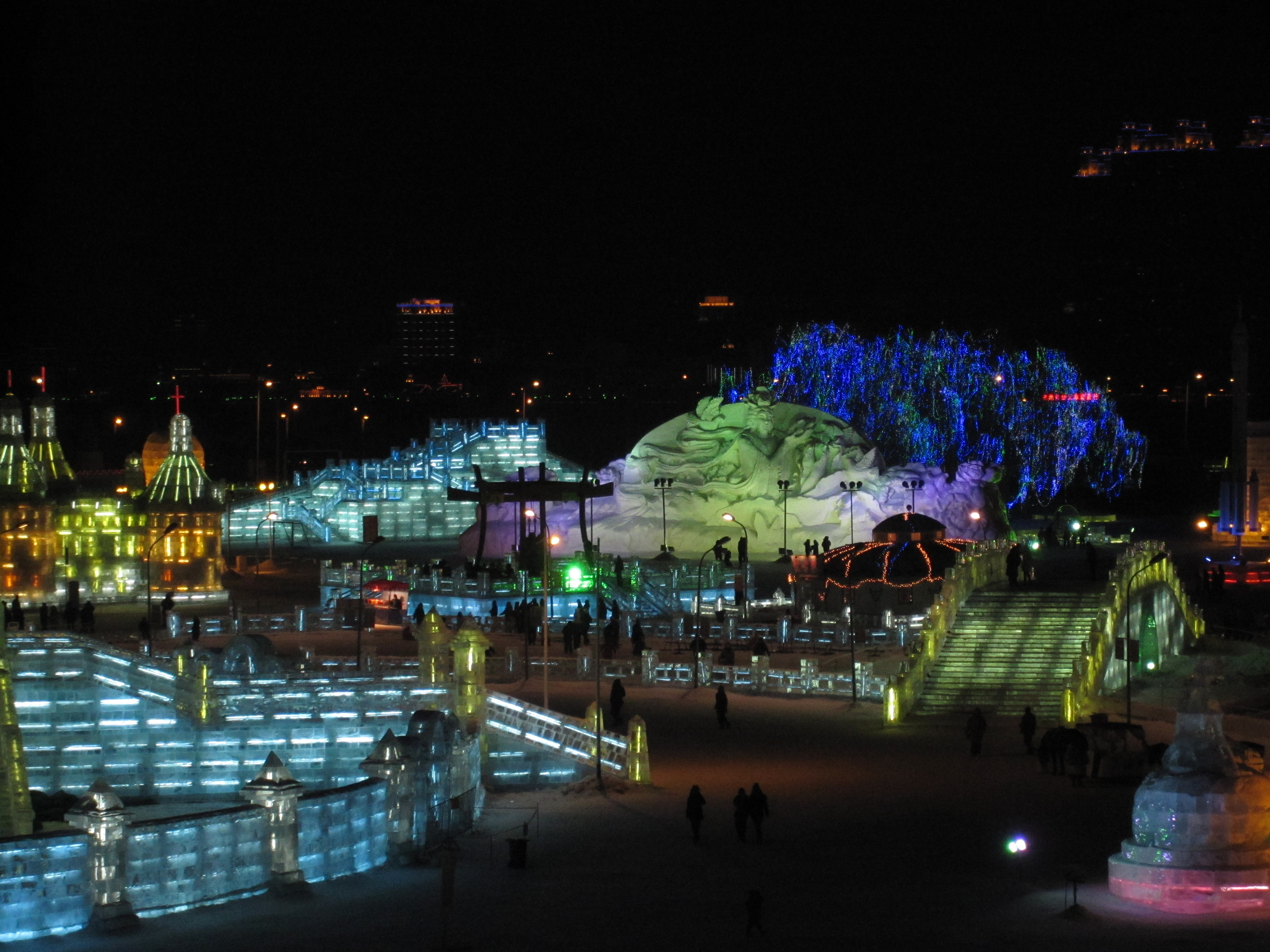
哈尔滨以其独特的风情享誉世界。一年一度的哈尔滨冰雪节是哈尔滨的城市名片

哈尔滨市，有“东方莫斯科”之称，位于黑龙江省南部，是黑龙江省的省会。中国15座副省级城市之一，东北地区北部的政治、经济、文化和交通中心，也是东北地区辖区总人口居首位，市辖区人口排名第二位的特大城市。哈尔滨地处黑龙江省南部，属中温带大陆性季风气候，冬季严寒漫长，夏季凉爽短促，有“冰城”、“夏日胜地”之称，是冰雪旅游和避暑胜地，以其每年一度的国际冰雪节和浓郁的欧陆风情而闻名，也是中国首批优秀旅游城市之一，中国历史文化名城。
哈尔滨的城市建筑风格别具风韵，很多俄式、欧式建筑遍布市区，曾是20世纪20年代中国最早的国际化都市之一。今天，哈尔滨依然在国际贸易中占有重要地位，是中国-俄罗斯博览会的中方永久轮值举办城市。哈尔滨被誉为欧亚大陆桥的明珠，曾是欧亚第一大陆桥和空中走廊的重要枢纽，根据国务院2013年批复的《黑龙江和内蒙古东北部地区沿边开发开放规划》，哈尔滨市为沿边开发开放通道中心，东北亚区域性中心城市。2010年6月22日，哈尔滨市被联合国教科文组织评为“音乐之城”。

### 大連

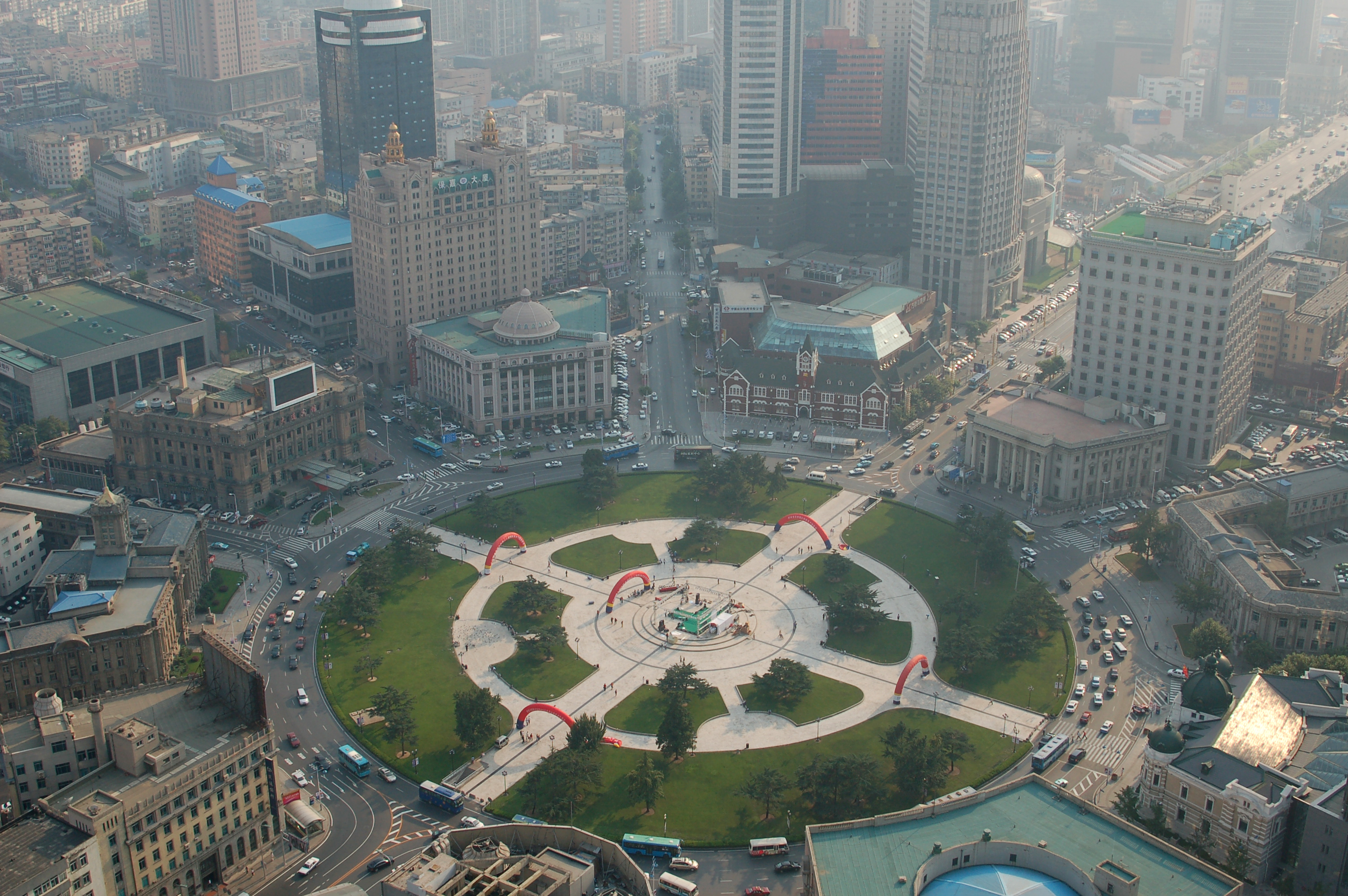
依山傍海的良好自然环境是大连的特色

大连市，位于中国辽东半岛南端，东濒黄海，西临渤海。是中国的5个计划单列市之一、15个副省级城市之一、也是全国14个沿海开放城市之一；是中国东北对外开放的窗口；也是东北亚国际航运中心、东北亚国际物流中心、区域性金融中心。 大连背依中国东北腹地，冬无严寒，夏无酷暑，素有“东北之窗”“ 北方明珠 ”“浪漫之都”之称。介于薄熙来前期规划为大连取得了以下成绩，2001年大连成为中国第一个被联合国环境规划署授予“全球环境500佳”的城市。2006年与杭州和成都一起被评为中国最佳旅游城市。2009年大连获得全球“国际花园城市”最高级别组的第一名。大连是夏季达沃斯世界经济论坛的举办城市。大连位列2010年度中国城市综合竞争力第八名（含港澳台）。

## 文化
与中国其它地理大区的情况有所差异，东北人对“东北”这一概念的认同感大于对辽宁、吉林、黑龙江三省的个体认同感，即首先认同“东北人”的身份，其次才是对省籍的认同。这一现象的形成原因与该地区的独特历史、风俗习惯及语言的统一有关。文化上，在一百年里经历了中原漢族移民入主成为主体人群，共和国后大量移民涌入形成统一社会结构。
东北地区属于以汉族文化为主体，加上满族、蒙古、朝鲜、鄂伦春、鄂温克、锡伯及俄罗斯等民族的文化习俗以及周边国家的风俗文化和语言組成的多元文化圈。汉语的东北方言在一些词汇上受日，俄文化的影响。词汇方面，如咧巴（俄语音译，即面包）、笆篱子（俄语的音译，原为栅栏，转意为监狱）等。饮食方面如对欧式食物和日本食物的接纳，均可反映出外来文化的影响。此外，以凤凰牡丹图案为代表的东北大花布原本衍生自华东纺织管理局20世纪50年代由陈克白设计的“牡丹凤凰”被面花布，但在进入21世纪后受二人转等民间艺术在全国兴起的影响，逐渐成为东北地区的文化符号之一。
发源于东北農村的乡土娱乐有二人转、秧歌、吉剧、踩高跷。中国著名的民族乐器二胡发源于东北地区，是奚人的乐器奚琴的改良，东北乡土演奏中仍然大量使用。其中踩高跷在古代文献有关渤海国的记述中就有描绘。东北摇篮曲（月儿明风儿静...）是代表东北地区的一首民歌。东北盛产优质水稻，在日常主食方面，米饭的地位大于面食，但并不会像中国南方一样排斥面食。东北人源自华北移民，饮食习惯更多保留传统北方人的习惯，只是因地理环境的不同而发生一些变化。

## 语言
中国东北地区境内的汉语都属于官话。按照中国语言地图集的分类方法可细分为：
- 东北官话：分布于中国东北地区的大部分（黑龍江省、吉林省、遼寧省大部分地區以及内蒙古自治区东部）。东北官话俗称东北话，是东北地区内影響力最大、使用人口最多的官话方言。

东北官话是不是独立的大区方言，有一定争议。东北官话和华北官话合称北方方言，有时也被归入广义的华北官话，或者和华北官话合称广义上的东北官话。此外，东北官话在东北以外的地区也有一定分布，如河北秦皇岛市山海关区。详见东北官话条目。
- 胶辽官话：分布于辽东半岛及鸭绿江下游地带，乌苏里江部分流域。大连话就是一种典型的胶辽官话。

胶辽官话在山东胶东半岛也有分布。详见胶辽官话条目。
- 北京官话：分布于辽西朝阳市、葫芦岛市建昌縣，沈阳市沈河区，以及内蒙古自治区赤峰市。

北京官话在北京市、天津市武清区、河北省的部分地区、以及新疆北部也有分布。详见北京官话条目。
- 冀鲁官话：分布范围很窄，仅分布于中俄边境个别地区。

冀鲁官话的主要分布范围不在东北地区境内。详见冀鲁官话条目。

## 教育
中国东北地区的文化教育设施、教育普及率和升学率在中国属于上等水平。其中吉林省为在中国高等教育普及率最高的省份。主要科学研究机构分布于沈阳、哈尔滨、长春、吉林市和大连，其中以光学机械、冶金和军工产业的研究水平最为发达。其中亦有在中國占有重要地位的重點大學如名校哈尔滨工业大学、哈尔滨工程大学、东北林业大学、东北农业大学、吉林大學、东北师范大学、延边大学、长春理工大学、东北大学、大连理工大学、大连海事大学、辽宁大学等。